# Лодовико Ариосто
Лодовико Ариосто (итал. Ludovico Ariosto; Ређо Емилија, 8. септембар 1474 — Ферара, 6. јул 1533) био је италијански песник, упамћен по епској поеми „Бесни Орландо“ (итал. Orlando furioso, 1516).
Писао је латинске и италијанске стихове, ренесансне комедије и друштвене сатире, али животно дело му је витешки еп Бесни Орландо, замишљен као наставак недовршеног Бојардовог спева „Заљубљени Орландо“ (1506), у којем је Ариосто оживео фантастични средњовековни витешки свет и претворио његове легендарне јунаке у модерне људе, са страстима и осећајима ренесансног човека. Дело нема ниједног главног јунака, ниједне главне радње, већ описује љубав, борбе, госпе, витезове, односно јунаке и збивања везана уз имагинарну сараценску опсаду Париза у доба Карла Великог, те је у низу главних и споредних радњи развио раскошну слику живота у којој се нераздвојно преплићу машта и реалност, прошлост и садашњост. Еп одише животном радошћу, проткан је финим хумором, писан с дубоким разумевањем за човека и његове слабости и, мада му недостаје органско јединство композиције, представља врхунско достигнуће италијанске ренесансне епике. Испеван је у савршеним станцама (строфама од 8 римованих једанаестераца), а у завршној редакцији садржи 46 певања.

## Дела
- Бесни Орландо
- Комедија о шкрињи
- Замењивања
- Негромант
- Лена
- Студенти